# جنل مونی
جنل مونِی رابینسن (انگلیسی: Janelle Monáe Robinson؛ زادهٔ ۱ دسامبر ۱۹۸۵) خواننده، ترانه‌نویس، رپر و بازیگر آمریکایی است. او ده بار نامزد جایزهٔ گرمی شده و یک جایزهٔ انجمن بازیگران فیلم دریافت کرده‌است.
کار موسیقایی مونی در سال ۲۰۰۳ با انتشار آلبومی آزمایشی تحت عنوان تست خوانندگی آغاز شد. او در سال ۲۰۱۱ به‌عنوان خوانندهٔ مهمان در تک‌آهنگ «ما جوانیم» اثر فان حضور یافت که شش هفته در صدر جدول بیلبورد هات ۱۰۰ قرار داشت و از انجمن صنعت ضبط موسیقی ایالات متحده آمریکا گواهی‌نامهٔ الماس دریافت کرد.
مونی همچنین وارد کار بازیگری شد و در فیلم تحسین‌شدهٔ مهتاب (۲۰۱۶) حضور یافت. او برای به تصویر کشیدن ماری جکسون در ارقام پنهان (۲۰۱۶)، نامزد جایزه سینمایی انتخاب منتقدان برای بهترین بازیگر نقش مکمل زن شد. از آن زمان او در فیلم‌های هریت (۲۰۱۹) و گلس آنین: یک چاقوکشی اسرارآمیز (۲۰۲۲)، و مجموعهٔ تلویزیونی هوم‌کامینگ (۲۰۲۰) به ایفای نقش پرداخته‌است.

## فیلم‌شناسی

### فیلم
| سال  | عنوان                          | نقش                            | توضیحات |
| ---- | ------------------------------ | ------------------------------ | ------- |
| ۲۰۱۴ | ریو ۲                          | دکتر مونی                      | صداپیشه |
| ۲۰۱۶ | مهتاب                          | تِرسا                           |         |
| ۲۰۱۶ | ارقام پنهان                    | ماری جکسون                     |         |
| ۲۰۱۸ | به مارون خوش آمدید             | جولی                           |         |
| ۲۰۱۹ | عروسک‌های زشت                   | مَندی                           | صداپیشه |
| ۲۰۱۹ | هریت                           | مری بوکانان                    |         |
| ۲۰۱۹ | بانو و ولگرد                   | پِگ                             | صداپیشه |
| ۲۰۲۰ | گلوریا                         | دوروتی پیتمن هیوز              |         |
| ۲۰۲۰ | انتبلوم                        | ورونیکا هنلی / ادن             |         |
| ۲۰۲۲ | گلس آنین: یک چاقوکشی اسرارآمیز | هلن برند، کاساندرا "اندی" برند |         |

### تلویزیون
| سال  | نام              | نقش    | یادداشت                              |
| ---- | ---------------- | ------ | ------------------------------------ |
| ۲۰۱۳ | بابای آمریکایی!  | گوینده | Voice Episode: "The Boring Identity" |
| ۲۰۱۳ | پخش زنده شنبه شب | خودش   | قسمت: "ادوارد نورتون/ جنل مونی"      |
| ۲۰۱۴ | سسمی استریت      | خودش   | Episode: "The Power of Yet"          |
| ۲۰۲۰ | هوم کامینگ       | جکی    | نقش اصلی (فصل ۲)                     |

## دیسکوگرافی
- آرچ‌اندروید (۲۰۱۰)
- بانوی الکتریکی (۲۰۱۳)
- کامپیوتر کثیف (۲۰۱۸)
- عصر لذت (۲۰۲۳)